# 大学路街道
大学路街道，是中华人民共和国河南省郑州市二七区下辖的一个乡镇级行政单位。

## 行政区划
大学路街道下辖以下地区：
祥和社区、中原社区、新华社区、交通新苑社区、学苑社区、绿城社区、嵩山社区、桃源社区、郑大社区、金桥社区、长城社区和康桥华城社区。其中中原社區成立於2000年。